# Aretha Franklin
Aretha Louise Franklin (født 25. marts 1942, død 16. august 2018) var en amerikansk sangerinde. Hun blev født i byen Memphis, Tennessee, USA. Hun var kendt for sin soul-stemme, og mange kaldte hende for "The Queen Of Soul".
Aretha Franklin voksede op i Detroit, hvor hendes far, C.L. Franklin, var præst i Bethel Baptist Church. Her sang Aretha i kirkekoret, og fra hun var 14, blev hun hovedsolist i faderens gospeltrup. Da Aretha blev 18, begyndte hun at synge jazz og indspillede i 1960 albummet Aretha.

## Diskografi
Studiealbums
- Aretha: With The Ray Bryant Combo (1961)
- The Electrifying Aretha Franklin (1962)
- The Tender, the Moving, the Swinging Aretha Franklin (1962)
- Laughing on the Outside (1963)
- Unforgettable: A Tribute to Dinah Washington (1964)
- Runnin' Out of Fools (1964)
- Yeah!!! (1965)
- Soul Sister (1966)
- Take It Like You Give It (1967)
- I Never Loved a Man the Way I Love You (1967)
- Aretha Arrives (1967)
- Lady Soul (1968)
- Aretha Now (1968)
- Soul '69 (1969)
- Soft and Beautiful (1969)
- This Girl's in Love with You (1970)
- Spirit in the Dark (1970)
- Young, Gifted & Black (1972)
- Hey Now Hey (The Other Side of the Sky) (1973)
- Let Me in Your Life (1974)
- With Everything I Feel in Me (1974)
- You (1975)
- Sparkle (1976, soundtrack)
- Sweet Passion (1977)
- Almighty Fire (1978)
- La Diva (1979)
- Aretha (1980)
- Love All the Hurt Away (1981)
- Jump to It (1982)
- Get It Right (1983)
- Who's Zoomin' Who? (1985)
- Aretha (1986)
- Through the Storm (1989)
- What You See Is What You Sweat (1991)
- A Rose Is Still a Rose (1998)
- So Damn Happy (2003)
- This Christmas, Aretha (2008)
- Aretha: A Woman Falling Out of Love (2011)
- Aretha Franklin Sings the Great Diva Classics (2014)

## Filmografi
- 1972: Black Rodeo (dokumentar)
- 1980: The Blues Brothers (som Mrs. Murphy)
- 1990: Listen Up: The Lives of Quincy Jones (dokumentar)
- 1998: Blues Brothers 2000 (som Mrs. Murphy)
- 2003: Tom Dowd & the Language of Music (dokumentar)
- 2012: The Zen of Bennett (dokumentar)
- 2013: Muscle Shoals (dokumentar)
- 2018: Amazing Grace (dokumentar)
- 2021: Genius (dokudrama)
- 2021: Respect